# Nur-Tuchum
Nur-Tuchum (ros. Нур-Тухум, buriacki Нуур Тγхэм) – ułus w Rosji, w Buriacji, w rejonie sielegińskim. Miejscowość w 2010 roku liczyła 674 mieszkańców.